# Carlo Ludovico d'Asburgo-Lorena
Carlo Ludovico Francesco Giuseppe d'Asburgo (Schönbrunn, 30 luglio 1833 – Schönbrunn, 19 maggio 1896), arciduca d'Austria, figlio di Francesco Carlo d'Asburgo-Lorena e di Sofia di Baviera, era fratello minore dell'Imperatore Francesco Giuseppe e padre di Francesco Ferdinando, il cui assassinio fu la causa dello scoppio della prima guerra mondiale.

## Biografia

### I primi anni
Nato a Schönbrunn il 30 luglio 1833, Carlo Ludovico intraprese ancora giovane la carriera militare pur controvoglia: i suoi interessi erano infatti spiccatamente orientati all'arte ed alla cultura in genere. Nel 1848 avrebbe dovuto iniziare col fratello Francesco Giuseppe un grand tour in Europa e nello specifico in Italia per visitare i domini austriaci del Regno Lombardo-Veneto, ma lo scoppio della rivoluzione di quell'anno lo costrinse a rientrare e con la famiglia si rifugiò a Olomouc, dove rimase sino al 1849. Come soldato, il 25 febbraio 1848 ottenne il grado di colonnello e divenne proprietario del 7º reggimento ulani dell'esercito imperiale austriaco.

### Governatore Generale del Tirolo

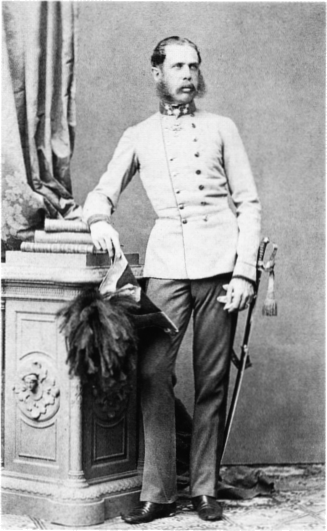
Carlo Ludovico in una fotografia del 1861

Dopo un viaggio in oriente nell'autunno del 1850 ed il completamento dei suoi studi, l'arciduca, seppur costretto, sotto il regno del fratello Francesco Giuseppe svolse diligentemente il compito di governatore generale del Tirolo al quale venne nominato il 30 luglio 1855, rimanendo in carica per sei anni. Il 29 luglio di quell'anno era stato inoltre nominato maggiore generale dell'esercito imperiale
Prendendo a cuore la cura della regione, ebbe grande interesse nella riforma del sistema scolastico locale, concentrandosi grandemente nell'espansione e nell'abbellimento della capitale, Innsbruck, dedicandosi allo studio ed alla conservazione degli edifici storici presenti in città. Attento allo sviluppo locale, promosse anche l'industria e di sua iniziativa istituì in Tirolo la prima mostra nazionale d'arte, divenendo anche protettore di diverse associazioni di artisti.
Nella vita di Francesco Giuseppe, Carlo Ludovico giocò un ruolo fondamentale, non solo come fratello fedele ed alleato, ma anche come rivale d'amore, dal momento che a lui era stata originariamente promessa in sposa Elisabetta, la famosa "Sissi", futura Imperatrice d'Austria e moglie di Francesco Giuseppe. Infine, l'11 aprile 1856 Carlo Ludovico sposò la principessa Margherita di Sassonia, la quale però morì dopo appena due anni di matrimonio. Profondamente scosso da questo accadimento, Carlo Ludovico meditò addirittura di entrare in monastero e di abbandonare la vita sociale, ma dopo un viaggio a Roma ed un incontro con papa Pio IX, ne riuscì sollevato e tornò a ricoprire i propri incarichi a Innsbruck.
Il suo ritorno in Tirolo segnò l'inizio della programmazione della leva locale per l'imminente guerra contro il Piemonte e la Francia che durante la seconda guerra d'indipendenza diedero filo da torcere all'Impero. Il Vorarlberg si mobilitò sotto la guida di Carlo Ludovico rispondendo alla chiamata alle armi con un contingente di quasi 50.000 uomini di cui oltre 8.000 erano fucilieri.
Terminata l'emergenza bellica, nel 1860 si aprì in Tirolo la questione circa l'unità religiosa della regione: da un lato Carlo Ludovico era condizionato dalla maggioranza cattolica del parlamento, ma come rappresentante di un governo costituzionale egli trovò più corretto garantire la libertà religiosa senza vincoli. Quando il 17 giugno 1861 diede disposizioni per un referendum popolare sulla questione, suo fratello Francesco Giuseppe si oppose decisamente a questa scelta, ribadendo la centralità della sola religione cattolica come parte integrante della cultura dell'Austria propriamente detta. In coerenza col proprio ruolo super partes ed in contrasto col fratello imperatore, Carlo Ludovico scelse quindi di dimettersi dalla propria carica di governatore l'11 luglio di quell'anno. Il 10 marzo di quello stesso anno era stato nominato dal fratello Feldmaresciallo luogotenente.

### Gli ultimi anni
Dopo aver lasciato la carica di governatore del Tirolo, Carlo Ludovico si dedicò essenzialmente ai rapporti diplomatici a favore dell'Impero, ripristinando tra le altre cose le relazioni tra Austria e Russia che si erano compromesse dopo la Guerra di Crimea. Il 28 ottobre 1884 venne promosso generale di cavalleria. Morto nel 1889 Rodolfo, figlio di Francesco Giuseppe, Carlo Ludovico divenne erede al trono austro-ungarico, anche se mantenne sempre un profilo basso a Corte.
Carlo Ludovico morì alla Reggia di Schönbrunn, a Vienna, nella primavera del 1896 a causa di una febbre tifoidea contratta durante un suo viaggio al Cairo ed in Palestina nell'inverno precedente.

## Matrimoni

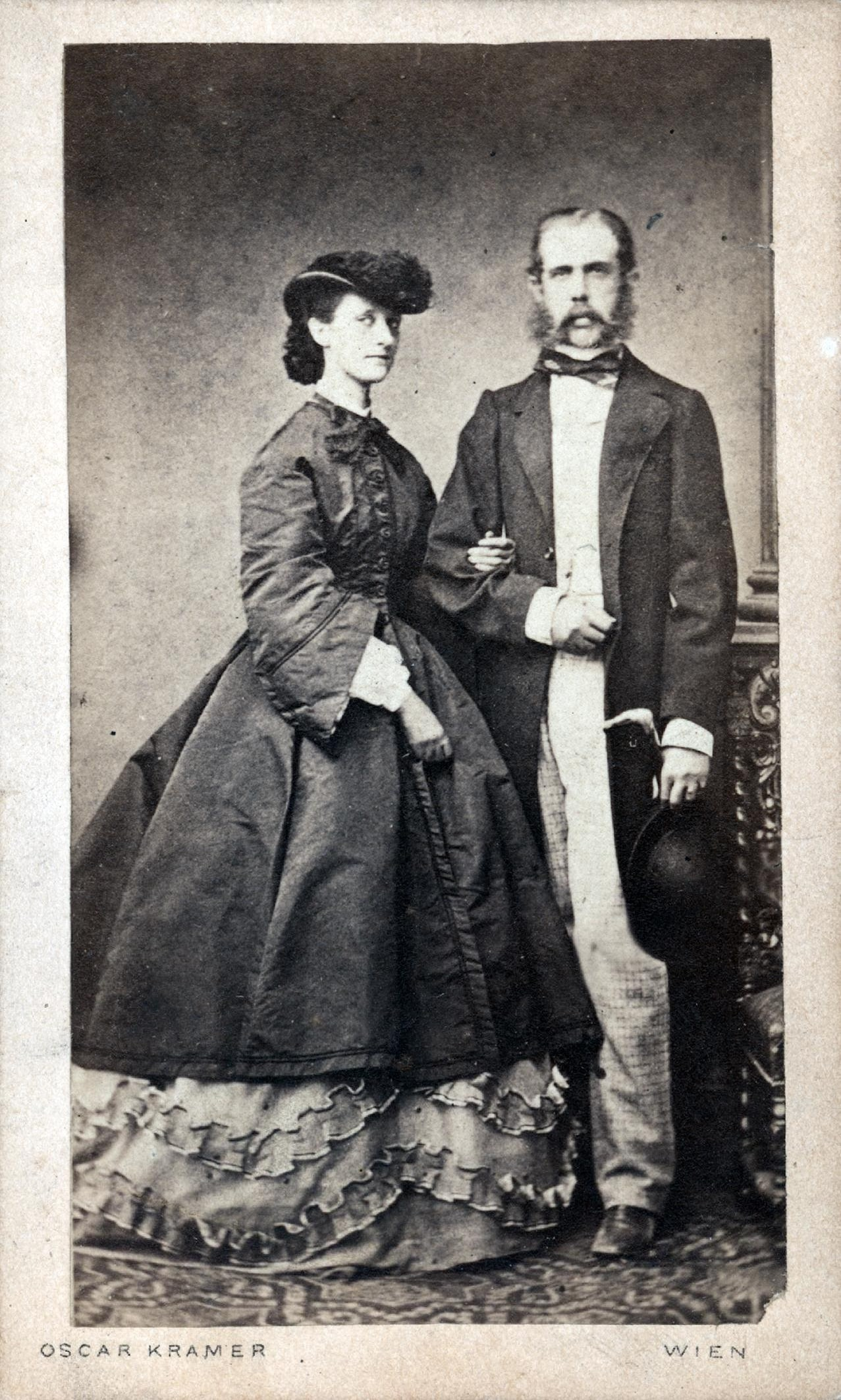
Carlo Ludovico con la seconda moglie, Maria Annunziata delle Due Sicilie

### Primo Matrimonio
Sposò, l'11 aprile 1856 a Dresda, la principessa Margherita di Sassonia (1840-1858), figlia del re Giovanni di Sassonia e della principessa Amalia Augusta di Baviera. Margherita morì il 15 settembre 1858 e la coppia non ebbe figli.

### Secondo Matrimonio
Sposò, per procura il 16 ottobre 1862 a Roma e personalmente il 21 ottobre 1862 a Venezia, la principessa Maria Annunziata di Borbone-Due Sicilie, figlia di Ferdinando II di Borbone e della sua seconda moglie, l'arciduchessa Maria Teresa d'Asburgo-Teschen. Ebbero quattro figli:
- Francesco Ferdinando (1863-1914), sposò Sophie Chotek von Chotkowa, ebbero quattro figli;
- Ottone Francesco (1865-1906), sposò Maria Giuseppina di Sassonia, ebbero due figli tra cui l'Imperatore Carlo I d'Austria;
- Ferdinando Carlo (1868-1915), sposò Bertha Czuber, non ebbero figli;
- Margherita Sofia (1870-1902), sposò il duca Alberto di Württemberg, ebbero sette figli.

### Terzo Matrimonio
Sposò, il 23 luglio 1873 a Kleinheubach, l'infanta del Portogallo Maria Teresa di Braganza (1855-1944), figlia del re Michele del Portogallo e di sua moglie, la principessa Adelaide di Löwenstein-Wertheim-Rosenberg. Ebbero due figlie:
- Maria Annunziata (1876-1961), principessa-badessa del Reale e Imperiale Capitolo nobile femminile teresiano di San Giorgio allo Hradschin in Praga;
- Elisabetta Amalia (1878-1960), sposò il principe Aloisio del Liechtenstein, ebbero otto figli tra cui il Principe Sovrano Francesco Giuseppe II del Liechtenstein (padre dell'attuale regnante Giovanni Adamo II).

## Ascendenza
|                                    |                                            |                                          | Genitori                                        |  |  | Nonni |  |  | Bisnonni              |  |  | Trisnonni             |  |
|                                    |                                            |                                          |                                                 |  |  |       |  |  | Leopoldo II d'Austria |  |  | Francesco I di Lorena |  |
|                                    |                                            |                                          |                                                 |  |  |       |  |  | Leopoldo II d'Austria |  |  | Francesco I di Lorena |  |
|                                    |                                            | Maria Teresa d'Austria                   |                                                 |  |  |       |  |  | Leopoldo II d'Austria |  |  |                       |  |
| Francesco I d'Austria              |                                            |                                          |                                                 |  |  |       |  |  | Leopoldo II d'Austria |  |  |                       |  |
|                                    |                                            | Maria Luisa di Spagna                    | Carlo III di Spagna                             |  |  |       |  |  |                       |  |  |                       |  |
|                                    |                                            | Maria Luisa di Spagna                    | Carlo III di Spagna                             |  |  |       |  |  |                       |  |  |                       |  |
|                                    |                                            | Maria Luisa di Spagna                    | Maria Amalia di Sassonia                        |  |  |       |  |  |                       |  |  |                       |  |
| Francesco Carlo d'Asburgo-Lorena   |                                            | Maria Luisa di Spagna                    |                                                 |  |  |       |  |  |                       |  |  |                       |  |
|                                    |                                            | Ferdinando IV di Napoli e III di Sicilia | Carlo III di Spagna                             |  |  |       |  |  |                       |  |  |                       |  |
|                                    |                                            | Ferdinando IV di Napoli e III di Sicilia | Carlo III di Spagna                             |  |  |       |  |  |                       |  |  |                       |  |
|                                    |                                            | Ferdinando IV di Napoli e III di Sicilia | Maria Amalia di Sassonia                        |  |  |       |  |  |                       |  |  |                       |  |
| Maria Teresa di Napoli e Sicilia   |                                            | Ferdinando IV di Napoli e III di Sicilia |                                                 |  |  |       |  |  |                       |  |  |                       |  |
|                                    |                                            | Maria Carolina d'Austria                 | Francesco I di Lorena                           |  |  |       |  |  |                       |  |  |                       |  |
|                                    |                                            | Maria Carolina d'Austria                 | Francesco I di Lorena                           |  |  |       |  |  |                       |  |  |                       |  |
|                                    |                                            | Maria Carolina d'Austria                 | Maria Teresa d'Austria                          |  |  |       |  |  |                       |  |  |                       |  |
| Carlo Ludovico d'Asburgo-Lorena    |                                            | Maria Carolina d'Austria                 |                                                 |  |  |       |  |  |                       |  |  |                       |  |
|                                    | Federico Michele di Zweibrücken-Birkenfeld | Cristiano III del Palatinato-Zweibrücken |                                                 |  |  |       |  |  |                       |  |  |                       |  |
|                                    | Federico Michele di Zweibrücken-Birkenfeld | Cristiano III del Palatinato-Zweibrücken |                                                 |  |  |       |  |  |                       |  |  |                       |  |
|                                    | Federico Michele di Zweibrücken-Birkenfeld | Carolina di Nassau-Saarbrücken           |                                                 |  |  |       |  |  |                       |  |  |                       |  |
| Massimiliano I Giuseppe di Baviera | Federico Michele di Zweibrücken-Birkenfeld |                                          |                                                 |  |  |       |  |  |                       |  |  |                       |  |
|                                    |                                            | Maria Francesca del Palatinato-Sulzbach  | Giuseppe Carlo del Palatinato-Sulzbach          |  |  |       |  |  |                       |  |  |                       |  |
|                                    |                                            | Maria Francesca del Palatinato-Sulzbach  | Giuseppe Carlo del Palatinato-Sulzbach          |  |  |       |  |  |                       |  |  |                       |  |
|                                    |                                            | Maria Francesca del Palatinato-Sulzbach  | Elisabetta Augusta Sofia del Palatinato-Neuburg |  |  |       |  |  |                       |  |  |                       |  |
| Sofia di Baviera                   |                                            | Maria Francesca del Palatinato-Sulzbach  |                                                 |  |  |       |  |  |                       |  |  |                       |  |
|                                    |                                            | Carlo Luigi di Baden                     | Carlo Federico di Baden                         |  |  |       |  |  |                       |  |  |                       |  |
|                                    |                                            | Carlo Luigi di Baden                     | Carlo Federico di Baden                         |  |  |       |  |  |                       |  |  |                       |  |
|                                    |                                            | Carlo Luigi di Baden                     | Carolina Luisa d'Assia-Darmstadt                |  |  |       |  |  |                       |  |  |                       |  |
| Carolina di Baden                  |                                            | Carlo Luigi di Baden                     |                                                 |  |  |       |  |  |                       |  |  |                       |  |
|                                    |                                            | Amalia d'Assia-Darmstadt                 | Luigi IX d'Assia-Darmstadt                      |  |  |       |  |  |                       |  |  |                       |  |
|                                    |                                            | Amalia d'Assia-Darmstadt                 | Luigi IX d'Assia-Darmstadt                      |  |  |       |  |  |                       |  |  |                       |  |
|                                    |                                            | Amalia d'Assia-Darmstadt                 | Carolina del Palatinato-Zweibrücken-Birkenfeld  |  |  |       |  |  |                       |  |  |                       |  |
|                                    |                                            | Amalia d'Assia-Darmstadt                 |                                                 |  |  |       |  |  |                       |  |  |                       |  |